# El príncipe negro (novela)
El príncipe negro es una novela de la escritora irlandesa Iris Murdoch publicada en 1973. Sus protagonistas son escritores y sus temas la creación, el bloqueo, las necesidades creativas, la soledad y la fama. 

## Temática
Se alterna párrafos frenéticos y cómicos, con momentos consistentes intentando explicar el comportamiento de la condición humana, la complejidad de las relaciones, sus amores, desamores, sus ilusiones, sus desesperanzas, sus flaquezas, sus celos o sus incongruencia. 
El punto de inflexión se produce con la aparición de un príncipe vestido de negro, pues el comportamiento del protagonista Bradley Pearson, un escritor sexagenario, cambia rotundamente.
- Datos: Q7718418